# جاد نافون
جاد نافون (1922-25 يونيو 2006) كان الحاخام العسكري الثالث لجيش الدفاع الإسرائيلي.